# Lysander Spooner
Lysander Spooner (n. 19 ianuarie 1808, Athol⁠(d), Massachusetts, SUA – d. 14 mai 1887, Boston, Massachusetts, SUA) a fost un anarho-individualist⁠(d) american, aboliționist⁠(d), antreprenor, eseist, pamfletar⁠(d), filozof politic, unitarian, scriitor și membru al International Workingmen's Association⁠(d) (First International).
Spooner a fost un susținător al mișcării muncitorești⁠(d) și era cunoscut pentru convingerile politice anarho-individualiste și antiautoritare⁠(d). Ideologia sa economică și politică a fost considerată de unii autori drept socialism libertarian⁠(d), libertarianism de stânga⁠(d), socialism de piață⁠(d) și mutualism. Alții contestă această opinie și îi caracterizează poziția ca fiind cea a  libertarianismului de dreapta⁠(d), a anarho-capitalismului și a proprietarismului⁠(d). Scrierile sale au contribuit la dezvoltarea teoriei politice atât a libertarienilor de stânga, cât și a celor de dreapta în cadrul mișcării libertariene din Statele Unite⁠(d).
Printre lucrările lui Spooner sunt cartea aboliționistă The Unconstitutionality of Slavery⁠(d) și No Treason: The Constitution of No Authority⁠(d). Spooner este, de asemenea, cunoscut pentru compania sa poștală American Letter Mail Company⁠(d), intrând în concurență cu United States Postal Service. Cu toate acestea, a fost închisă după o suită de probleme legale cu guvernul federal.

## Biografie
Spooner s-a născut la o fermă din Athol, Massachusetts⁠(d) pe 19 ianuarie 1808. Părinții săi au fost Asa și Dolly Spooner. Unul dintre strămoșii săi, William Spooner, a sosit în Colonia Plymouth în 1637. Lysander a fost al doilea dintre cei nouă copii ai familiei Tatăl său era deist și s-a presupus că și-a numit intenționat cei doi fii mai mari Leander și Lysander⁠(d) după personaje din mitologia greacă, respectiv după eroii spartani :viii
Activismul lui Spooner a început odată cu cariera sa de avocat, încălcând astfel legea statului Massachusetts. Acesta a studiat dreptul cu John Davis⁠(d), viitor guvernator al Massachusetts și senator, și Charles Allen⁠(d), senator și reprezentant al Partidul Free Soil, ambii cunoscuți avocați, politicieni și aboliționiști. :viii Cu toate acestea, nu a mers niciodată la facultate.